# Machiniste (spectacle)
Pour les articles homonymes, voir Machiniste.
Machiniste est un métier du spectacle, ancestral, qui a évolué au cours des siècles. Au XVIIe siècle, le machiniste est un ingénieur, comme le fut Giacomo Torelli (1608-1678). 
Aujourd'hui appelé « technicien de plateau », il remplit un rôle nouveau outre les fonctions traditionnelles. De plus, le métier s'est séparé en plusieurs branches, notamment le théâtre et le cinéma.

## Machiniste de théâtre
Au théâtre, le machiniste est proche des décorateurs et du scénographe. À l'origine, son travail était d'actionner les rideaux et les tableaux de décor. Les théâtres possèdent en coulisse un réseau complexe de poulies et de guindes, servant à actionner tous les éléments sur scène, à changer de décor entre deux scènes. Il reste en coulisse pendant le spectacle et a la charge des machines à fumée et des effets spéciaux. 
Désormais, les éléments du cintre sont électriquement motorisés, bien qu'il reste encore de nombreux théâtres dont les cintres sont actionnés manuellement.

## Machiniste de cinéma et de télévision

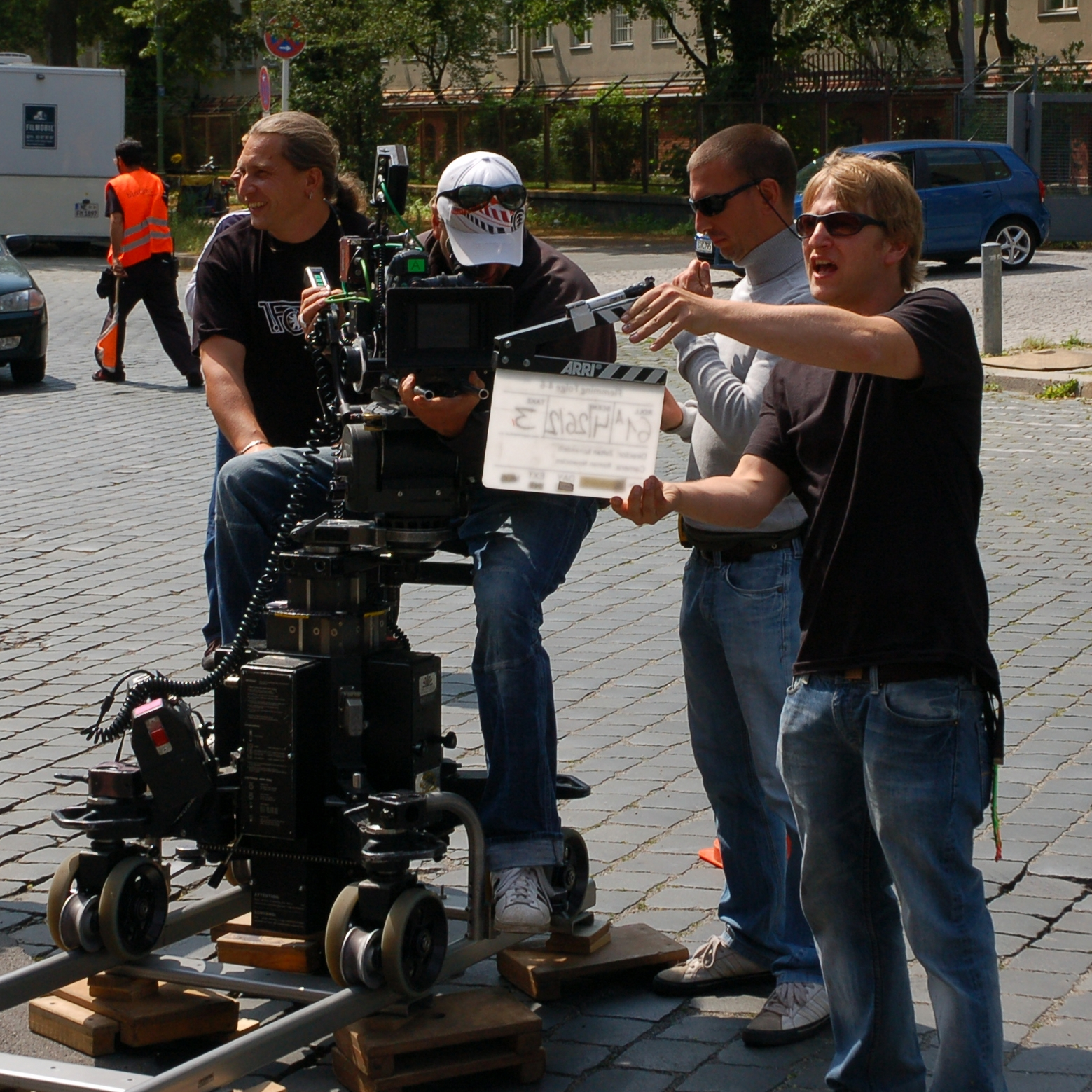
Machiniste assurant le clap d'une prise de vues, son chef (derrière la caméra) s'apprête à pousser la dolly sur ses rails.

Au cinéma et à la télévision, le machiniste (familièrement appelé machino) est responsable des systèmes de fixation de la caméra (du simple pied de caméra aux dollies et aux grues les plus évoluées) et des déplacements d'appareils effectués avec ces systèmes. C'est à lui de dresser des praticables pour mettre en hauteur fixe une caméra ou un matériel d'éclairage. Il installe à la demande du directeur de la photographie ou du chef opérateur du son des volets de grande dimension (placos) ou des borniols.
Dans le cadre d'une prise de vues avec la caméra montée sur travelling, c'est lui qui installe le système et le chef pousse le chariot pendant les prises. C'est donc un collaborateur proche du cadreur (cameraman). Ce sont aussi les machinistes qui sont responsables de l'installation des systèmes d'accrochage en général sur un plateau, destinés par exemple à l'installation d'éclairage. De bonnes connaissances en physique, mécanique, en technique du bois et des métaux sont indispensables dans ce métier.
En France, c'est un machiniste qui présente ( pour une identification ou fait pour une synchronisation)  le « clap » de repérage et de synchronisation, alors que dans les équipes anglo-saxonnes, c'est le deuxième assistant opérateur qui s'en charge. On distingue en général dans l'équipe machinerie, le chef machiniste et les machinistes (en anglais grip ou rigger).